# Macrolengua
Una macrolengua es un mecanismo de contabilidad para la norma internacional ISO 639 para códigos de idiomas. Las macrolenguas se establecen para ayudar a mapear entre diferentes conjuntos de códigos de idiomas ISO. Específicamente, puede haber una correspondencia de muchos a uno entre la norma ISO 639-3, destinada a identificar todos los miles de idiomas del mundo, y cualquiera de los otros dos conjuntos, ISO 639-1, establecido para identificar idiomas en sistemas informáticos, e ISO 639-2, que codifica algunos cientos de idiomas para catalogación de bibliotecas y propósitos bibliográficos. Cuando estos códigos ISO 639-2 de muchos a uno se incluyen en un contexto ISO 639-3, se denominan "macrolenguajes" para distinguirlos de los correspondientes idiomas individuales de ISO 639-3.

## Clasificación de ISO
Algunos elementos de código existentes en ISO 639-2, y los elementos de código correspondientes en ISO 639-1, están designados en esas partes de ISO 639 como elementos de código de idioma individuales, pero están en una relación de uno a muchos con elementos de código de idioma individuales en [ISO 639-3]. Para los propósitos de [ISO 639-3], se consideran elementos de código de macrolengua.
La ISO 639-3 está comisariada por SIL International, la ISO 639-2 está comisariada por la Biblioteca del Congreso de Estados Unidos.
El mapeo lingüístico a menudo tiene la implicación de que cubre casos límite en los que dos variedades de idiomas pueden considerarse dialectos fuertemente divergentes del mismo idioma o idiomas muy estrechamente relacionados (continuos dialectales); también puede abarcar situaciones en las que hay variedades de idiomas que se consideran variedades del mismo idioma por motivos étnicos, culturales y políticos, más que por razones lingüísticas. Sin embargo, esta no es su función principal y la clasificación no se aplica de manera uniforme.
Por ejemplo, el chino es una macrolengua que abarca muchos idiomas que no son mutuamente inteligibles, pero los idiomas "alemán estándar", "alemán bávaro" y otros idiomas estrechamente relacionados no forman una macrolengua, a pesar de ser más mutuamente inteligibles. Otros ejemplos incluyen que el tayiko no es parte de la macrolengua persa a pesar de compartir mucho léxico, y el urdu y el hindi no forman una macrolengua a pesar de formar un continuo dialectal mutuamente inteligible. Incluso todos los dialectos del hindi se consideran idiomas separados. Básicamente, ISO 639-2 e ISO 639-3 utilizan diferentes criterios para dividir las variedades lingüísticas en idiomas, 639-2 utiliza más sistemas de escritura y literatura compartidos, mientras que 639-3 se centra en la inteligibilidad mutua y el léxico compartido. Los macrolenguajes existen dentro del conjunto de códigos ISO 639-3 para facilitar el mapeo entre los dos conjuntos.
El uso de macrolenguas se aplicó en Ethnologue a partir de la 16.ª edición. Desde 2020, hay cincuenta y ocho códigos de idioma en ISO 639-2 que se clasifican como macrolenguajes en ISO 639-3, pero ya no se crean nuevos, ya que las bases de datos actuales son suficientes para indicar las relaciones entre los códigos.
Algunas macrolenguas no tenían un idioma individual (como se define en 639-3) en ISO 639-2, p. ej. "ara" (árabe), pero ISO 639-3 reconoce diferentes variedades de árabe como idiomas separados en algunas circunstancias. Otros, como "nor" (noruego) ya tenían sus dos partes individuales (nno Nynorsk, nob Bokmål) en 639-2. Eso significa que algunos idiomas (por ejemplo, "arb" árabe estándar) que fueron considerados por ISO 639-2 como dialectos de un idioma ("ara") ahora están en ISO 639-3 en ciertos contextos considerados como idiomas individuales. Este es un intento de tratar con variedades que pueden ser lingüísticamente distintas entre sí, pero que sus hablantes las tratan como formas del mismo idioma, p. ej. en casos de diglosia.
ISO 639-2 también incluye códigos para colecciones de idiomas; estos no son lo mismo que los macrolenguajes. Estas colecciones de idiomas están excluidas de ISO 639-3, porque nunca se refieren a idiomas individuales. La mayoría de estos códigos se incluyen en ISO 639-5.

## Tipos de macrolenguas
- elementos que no tienen código ISO 639-2: 4 (bnc, hbs, kln, luy)
- elementos que no tienen código ISO 639-1: 29
- elementos que no tienen códigos ISO 639-1: 33
- elementos cuyos idiomas individuales tienen códigos ISO 639-1: 4
  - aka – tw
  - hbs – bs, hr, sr
  - msa – id
  - nor – nb, nn

## Lista de macrolenguas
Esta lista incluye datos oficiales de https://iso639-3.sil.org/code_tables/macrolanguage_mappings/data y otras clasificaciones de macrolenguas.
| ISO 639-1 | ISO 639-2 | ISO 639-3 | Número de lenguas individuales | Nombre de la macrolengua |
| --------- | --------- | --------- | ------------------------------ | ------------------------ |
| ak        | aka       | aka       | 2                              | Akánico                  |
| ar        | ara       | ara       | 29                             | Árabe/arábigo            |
| ay        | aym       | aym       | 2                              | Aimara                   |
| az        | aze       | aze       | 2                              | Azerí                    |
| (-)       | bal       | bal       | 3                              | Baluchi                  |
| (-)       | bik       | bik       | 8                              | Bicol                    |
| (-)       | (-)       | bnc       | 5                              | Bontok                   |
| (-)       | bua       | bua       | 3                              | Buriato                  |
| (-)       | chm       | chm       | 2                              | Mari                     |
| cr        | cre       | cre       | 6                              | Cree                     |
| (-)       | del       | del       | 2                              | Delaware                 |
| (-)       | den       | den       | 2                              | Atabasco                 |
| (-)       | din       | din       | 5                              | Dinka                    |
| (-)       | doi       | doi       | 2                              | Dogri                    |
| es        | spa       | spa       | 3                              | Español/castellano       |
| et        | est       | est       | 2                              | Estonio                  |
| fa        | fas/per   | fas       | 2                              | Persa                    |
| ff        | ful       | ful       | 9                              | Fula                     |
| (-)       | gba       | gba       | 6                              | Gbaya                    |
| (-)       | gon       | gon       | 3                              | Gondi                    |
| (-)       | grb       | grb       | 5                              | Grebo                    |
| gn        | grn       | grn       | 5                              | Guaraní                  |
| (-)       | hai       | hai       | 2                              | Haida                    |
| (-)       | (-)       | hbs       | 4                              | Serbocroata              |
| (-)       | hmn       | hmn       | 25                             | Hmong                    |
| iu        | iku       | iku       | 2                              | Inuktitut                |
| ik        | ipk       | ipk       | 2                              | Iñupiaq                  |
| (-)       | jrb       | jrb       | 5                              | Judeoárabe               |
| kr        | kau       | kau       | 3                              | Kanuri                   |
| (-)       | (-)       | kln       | 9                              | Kalenjin                 |
| (-)       | kok       | kok       | 2                              | Konkani                  |
| kv        | kom       | kom       | 2                              | Komi                     |
| kg        | kon       | kon       | 3                              | Kikongo                  |
| (-)       | kpe       | kpe       | 2                              | Kpelle                   |
| ku        | kur       | kur       | 3                              | Kurdo                    |
| (-)       | lah       | lah       | 7                              | Lahnda                   |
| lv        | lav       | lav       | 2                              | Letón                    |
| (-)       | (-)       | luy       | 14                             | Luyia                    |
| (-)       | man       | man       | 6                              | Mandingá                 |
| mg        | mlg       | mlg       | 11                             | Malgache                 |
| mn        | mon       | mon       | 2                              | Mongol                   |
| ms        | msa/may   | msa       | 36                             | Malayo                   |
| (-)       | mwr       | mwr       | 6                              | Marwari                  |
| (-)       | nah       | (-)       | 28                             | Náhuatl/mexicano         |
| ne        | nep       | nep       | 2                              | Nepalí                   |
| no        | nor       | nor       | 2                              | Noruego                  |
| oj        | oji       | oji       | 7                              | Ojibue                   |
| or        | ori       | ori       | 2                              | Odia/oriya               |
| om        | orm       | orm       | 4                              | Oromo                    |
| (-)       | oto       | (-)       | 10                             | Otomí                    |
| (-)       | (-)       | pua       | 2                              | Purépecha/tarasco        |
| ps        | pus       | pus       | 3                              | Pastún/pashto            |
| qu        | que       | que       | 43                             | Quechua                  |
| (-)       | raj       | raj       | 6                              | Rayastani                |
| (-)       | rom       | rom       | 7                              | Romaní/romanés           |
| sq        | sqi/alb   | sqi       | 4                              | Albanés                  |
| sc        | srd       | srd       | 4                              | Sardo                    |
| sw        | swa       | swa       | 2                              | Suajili                  |
| (-)       | syr       | syr       | 2                              | Siríaco                  |
| (-)       | tmh       | tmh       | 4                              | Tuareg                   |
| uz        | uzb       | uzb       | 2                              | Uzbeco                   |
| yi        | yid       | yid       | 2                              | Yidis                    |
| (-)       | zap       | zap       | 57                             | Zapoteco                 |
| za        | zha       | zha       | 16                             | Chuang                   |
| zh        | zho/chi   | zho       | 16                             | Chino                    |
| (-)       | zza       | zza       | 2                              | Zaza                     |
| ISO 639-1 | ISO 639-2 | ISO 639-3 | Número de lenguas individuales | Nombre de la macrolengua |